# Goffredo Lagger
Goffredo Lagger (ur. 12 stycznia 1902 w Formazza, zm. 24 września 1984 w Aronie) – włoski żołnierz i narciarz, olimpijczyk w patrolu wojskowym.

## Występy na IO
| Rok  | Igrzyska Olimpijskie | Konkurencja     | Wyniki               |
| 1924 | Chamonix             | Patrol wojskowy | drużyna wycofała się |